# Mitsjoerinski Prospekt (metrostation Moskou, TPK)
Mitsjoerinski Prospekt (Russisch: Мичуринский проспект) is een station in aanbouw aan de Grote Ringlijn van de Moskouse metro. Het station is het overstappunt met het gelijknamige station aan de Solntsevskaja-radius. De naam van het station is de laan die de Grote Ringlijn kruist bij het station, die op zijn beurt is genoemd naar de botanicus Ivan Mitsjoerin. Het station is op 7 december 2021 geopend als onderdeel van het zuidwest kwadrant van de Grote Ringlijn.

## Ligging
Het station ligt aan de oostkant van de Mitsjoerinski Prospekt onder de Oedaltsova Oelitsa en heeft twee verdeelhallen. De oostelijke ligt ondergronds aan een voetgangerstunnel, de westelijke komt in een bovengronds toegangsgebouw dat op zijn beurt via een voetgangersbrug is verbonden met het stationsgebouw van de Solntsevo-radius (lijn 8). De voetgangersbrug kan tevens gebruikt worden door mensen die de Mitsjoerinski Prospekt willen oversteken.  

## Chronologie
- 23 juni 2017 De Chinese aannemer CRCC begint met de bouw van het zuidwest kwadrant van de Grote Ringlijn.
- 19 september 2017 Aflevering van drie tunnelboormachines uit China voor de bouw van het traject  Prospekt Vernadskogo – Aminjevskoje Sjosse. Hierbij werd aangekondigd dat de bouw en installatie werkzaamheden eind 2019 gereed zouden zijn.
- Juni 2018 De bouw van een tunnel vanaf het station gaat van start.
- 14 augustus 2018 De bouw van het station begint.
- 7 december 2021, begin van de reizigersdienst.